# Сіях-Кальде
Сіях-Кальде (перс. سياهكلده) — село в Ірані, у дегестані Дівшал, в Центральному бахші, шагрестані Лянґаруд остану Ґілян. За даними перепису 2006 року, його населення становило 327 осіб, що проживали у складі 91 сім'ї.

## Клімат
Середня річна температура становить 14,73°C, середня максимальна – 28,44°C, а середня мінімальна – 0,64°C. Середня річна кількість опадів – 1117 мм.
| Клімат поселення                              | Клімат поселення | Клімат поселення | Клімат поселення | Клімат поселення | Клімат поселення | Клімат поселення | Клімат поселення | Клімат поселення | Клімат поселення | Клімат поселення | Клімат поселення | Клімат поселення | Клімат поселення |
| Показник                                      | Січ.             | Лют.             | Бер.             | Квіт.            | Трав.            | Черв.            | Лип.             | Серп.            | Вер.             | Жовт.            | Лист.            | Груд.            |                  |
| Середній максимум, °C                         | 9,54             | 9,83             | 12,02            | 17,66            | 21,72            | 25,69            | 28,44            | 28,18            | 25,22            | 21,14            | 16,57            | 12,32            |                  |
| Середня температура, °C                       | 5,09             | 5,38             | 7,56             | 13,22            | 17,27            | 21,23            | 24,30            | 24,04            | 21,06            | 16,98            | 12,42            | 8,17             |                  |
| Середній мінімум, °C                          | 0,64             | 0,92             | 3,12             | 8,76             | 12,82            | 16,79            | 20,14            | 19,88            | 16,92            | 12,82            | 8,28             | 4,01             |                  |
| Норма опадів, мм                              | 102              | 87               | 85               | 46               | 46               | 34               | 32               | 58               | 129              | 205              | 163              | 130              |                  |
| Середньомісячна швидкість вітру, м/с          | 2.37             | 2.48             | 2.50             | 2.43             | 2.34             | 2.50             | 2.62             | 2.28             | 2.10             | 2.10             | 2.07             | 2.23             |                  |
| Середньомісячна сонячна радіація, кДж/м²·день | 7081             | 9114             | 11084            | 15459            | 19516            | 21472            | 22115            | 18606            | 15194            | 10829            | 8678             | 6741             |                  |
| --------------------------------------------- | ---------------- | ---------------- | ---------------- | ---------------- | ---------------- | ---------------- | ---------------- | ---------------- | ---------------- | ---------------- | ---------------- | ---------------- | ---------------- |
| Джерело:                                      |                  |                  |                  |                  |                  |                  |                  |                  |                  |                  |                  |                  |                  |